# Рубеженка (река)
Рубеженка — река в России, протекает в Локнянском и Бежаницком районах Псковской области.
У истока река течёт на север, затем поворачивает на северо-восток. Устье реки находится в 106 км по левому берегу реки Локня напротив деревни Амбашкино Михайловской волости. Длина реки составляет 30 км.
Исток и устье реки находятся на территории Локнянского района, однако большая часть русла находится в Бежаницком районе. Река несколько раз пересекает границу районов.
У истока реки стоит нежилая деревня Большое Кашино. Ниже, в Бежаницком районе, река протекает по территории Бежаницкой волости. Здесь по берегам реки стоят деревни Сахново, Железово, Малеево, Погорелово 2-е, Терехово.

## Данные водного реестра
По данным государственного водного реестра России относится к Балтийскому бассейновому округу, водохозяйственный участок реки — Ловать и Пола, речной подбассейн реки — Волхов. Относится к речному бассейну реки Нева (включая бассейны рек Онежского и Ладожского озера).
Код объекта в государственном водном реестре — 01040200312102000022998.